# Liesel Christ

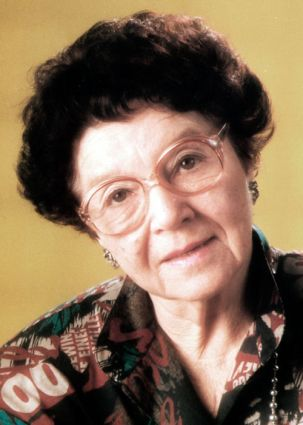
Liesel Christ (Foto: Stugrapho)

Liesel Christ (* 16. April 1919 in Frankfurt am Main; † 15. August 1996 ebenda) war eine Frankfurter Volksschauspielerin sowie Gründerin und Leiterin des Volkstheaters Frankfurt.

## Leben
Liesel Christ war das Nesthäkchen einer Großfamilie. Sie wurde als erste gemeinsame Tochter des Werkmeisters Ludwig Karl Christ und seiner Frau Marie geboren, hatte aber zwölf Halbgeschwister. Bereits im Alter von vier Jahren stand sie als Mitglied des Kinderballetts und wenig später in einer Inszenierung von Puccinis Madame Butterfly auf der Bühne des Frankfurter Opernhauses (heute Alte Oper). Zwei Jahre später avancierte sie durch erste Hauptrollen etwa in Peterchens Mondfahrt zu einem Kinderstar der Frankfurter Theaterszene. Dank einer Sondergenehmigung konnte sie bereits als 14-Jährige und damit jüngste Schülerin im September 1933 ihr Studium an der Hochschule für Musik und Theater der Stadt Frankfurt am Main aufnehmen. Zu ihren Mitschülern gehörten damals auch Siegfried Lowitz und Agnes Fink. Nach dem Abschluss der Schauspielschule war sie an verschiedenen Bühnen engagiert, zunächst in Koblenz, dann als Operettensoubrette am Stadttheater Heilbronn und schließlich im letzten Kriegsjahr 1944 im niederschlesischen Görlitz, mit einem Gastvertrag in Breslau.
Nach Kriegsende kehrte sie mit ihrer Tochter und ihrer Mutter zu Fuß nach Frankfurt zurück. Acht Monate später stand sie wieder auf der Bühne. Zunächst stellte sie mit Kollegen ein Kabarett-Programm auf die Beine, schließlich wurde sie von Wolf Schmidt für seine Truppe Die Zeitgenossen engagiert, mit der sie ein Jahr lang auf Tournee ging. 1949 trat sie im bunten Rahmenprogramm des einstigen Ufa-Filmstars Lilian Harvey auf, die auf einer Tournee durch Westdeutschland ihre alten Filmschlager sang. Mit der Hessischen Volksbühne stand sie schließlich wieder als Schauspielerin auf den Bühnen des Rhein-Main-Gebietes und zählte 1953 zu den Gründungsmitgliedern der Landesbühne Rhein-Main, mit der sie im damaligen Volksbildungsheim am Eschenheimer Tor zum Publikumsliebling avancierte. Für die Landesbühne spielte sie sechs Jahre lang auch große Charakterrollen etwa in Heinrich von Kleists Zerbrochenem Krug oder in Gerhart Hauptmanns Biberpelz.
Deutschlandweit bekannt wurde Liesel Christ ab 1959 durch ihre Rolle als Mamma Hesselbach in Hessens bis heute bekanntester Fernsehserie Die Firma Hesselbach (bzw. ab Folge 25 Die Familie Hesselbach), die ihr damaliger Kabarett-Partner Wolf Schmidt erfunden hatte. Er verkörperte auch die Rolle des Babba. Christ kreierte mit ihrem Part den Prototyp der deutschen Hausfrau und Mutter. Insgesamt entstanden 51 Folgen der Serie.
Darüber hinaus spielte sie weiter Theater, unter anderem an der Seite von Hans-Joachim Kulenkampff. Zudem war sie in zahlreichen weiteren Fernsehrollen zu sehen, wie in mehreren Krimi-Folgen im Tatort und in Ein Fall für Zwei sowie 1976 in dem erfolgreichen HR-Dreiteiler Der Winter, der ein Sommer war (nach dem gleichnamigen Roman von Sandra Paretti) mit Günter Strack und Christian Quadflieg in den Hauptrollen oder 1984 in dem Historien-Vierteiler Die schöne Wilhelmine als Landgräfin von Hessen-Darmstadt an der Seite von Rainer Hunold.
Im Jahr 1971 gab sie ihr festes Theaterengagement in Bielefeld auf und erfüllte sich einen langjährigen „Herzenswunsch“, wie sie es nannte. Sie gründete in ihrer Heimatstadt ihre eigene Mundartbühne, das Frankfurter Volkstheater, das sie bis zu ihrem Tod leitete. Zunächst wurde im Großen Saal des Volksbildungsheims gespielt. Am 18. Juni 1971 hob sich dort erstmals der Vorhang für die älteste Frankfurter Lokalposse von Carl Malß, Der alte Bürgerkapitän. Bereits im ersten Jahr gab es auch Vorstellungen unter freiem Himmel im Hof des Dominikanerklosters, wo das Theater mehr als 40 Jahre lang regelmäßig im Sommer gastierte. Ohne festes Haus, zog die Bühne dann durch unterschiedliche Bürgerhäuser, erhielt sein erstes langfristiges Quartier schließlich im Haus der Jugend und ab 1975 endgültig an einem historischen Ort, im Cantatesaal neben dem Goethehaus. Regelmäßige Gastspiele auf den Burgen Eppstein und Königstein kamen hinzu.

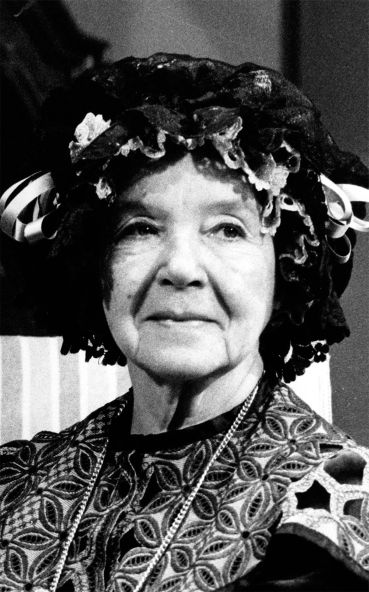
Liesel Christ in „Die fünf Frankfurter“ (Foto: Stugrapho)

Das Theater machte es sich zur Aufgabe, die Tradition der Volksstücke in Frankfurter Mundart zu pflegen und sie zugleich zeitgemäß umzusetzen. Bis zuletzt wurden zahlreiche moderne Volksstücke im Cantatesaal uraufgeführt. Mit ihrem Anspruch, darüber hinaus literarisches Volkstheater zu machen, mit Stücken der Weltliteratur wie etwa Goethes Urfaust auf Frankfurterisch, setzte Liesel Christ Maßstäbe. Mit zahllosen erfolgreichen Inszenierungen des langjährigen Hausregisseurs Wolfgang Kaus und Gastspielreisen, darunter mehrfach nach Israel, wurde die kleine Mundartbühne zu einer anerkannten Institution. Viele der Inszenierungen zeichnete der Hessische Rundfunk für sein Fernsehprogramm auf. Das Repertoire des Volkstheaters reichte vom lokalen Lustspiel Die fünf Frankfurter von Carl Rössler über den musikalischen Schwank à la Die wilde Auguste mit Musik von Walter Kollo bis hin zu Brechts Mutter Courage und ihre Kinder, Christs symbolträchtigster Rolle. Ihren letzten Bühnenauftritt bestritt sie im Februar 1995 als Gudula Rothschild in Die fünf Frankfurter.
Parallel zur Theaterarbeit übernahm Liesel Christ weitere Fernsehrollen und feierte erneut Erfolge mit einer hessischen Serie: Zwischen 1989 und 1993 spielte sie für das ZDF in 51 Folgen an der Seite von Günter Strack die Rolle der Küsterin Agnes Bebel in Mit Leib und Seele.
Liesel Christ engagierte sich außerdem tatkräftig für kulturelle und soziale Belange ihrer Heimatstadt Frankfurt. So sprach sie von 1981 bis zu ihrem Tode wöchentlich im Wechsel mit dem Wirtschaftsjournalisten Frank Lehmann einen Beitrag für das Frehliche Frankfort-Telefon ein, das der Lokalpoet H.P. Müller gegründet hatte. Rund 800.000 Anrufer aus aller Welt verzeichnete der humorvolle Telefonansagedienst mit Anekdoten, Historischem und Aktuellem in Mundart bis zu seiner Einstellung 1998. Sie unterstützte aber auch den Wiederaufbau der Alten Oper und den Ausbau des Waldstadions für die Fußball-Weltmeisterschaft 1974. Als Vorstandsmitglied der „Freunde Frankfurts“ arbeitete sie an der Einrichtung eines Museums für den Mundartdichter Friedrich Stoltze mit. Bei großen Theaterprojekten von Gehörlosen und Hörenden des Vereins Lukas 14 im Archäologischen Garten sprach sie die erläuternden Texte. In der Liebfrauengemeinde gestaltete sie den Weihnachtsgottesdienst mit Geschichten in Frankfurter Mundart. Sie spielte in Seniorenheimen, schrieb für die Seniorenzeitung, engagierte sich für krebskranke Kinder und für die jüdische Gemeinde.
Liesel Christ heiratete am 4. Juni 1942 den Opernsänger Fritz Dahlem, mit dem sie die Tochter Gisela Dahlem-Christ bekam. Das Paar ließ sich 1944 scheiden. Im Oktober 1945 kam Liesel Christs zweite Tochter Bärbel Christ-Hess zur Welt. Wenig später lernte sie den Publizisten und späteren Verleger der Frankfurter Rundschau, Karl Gerold, kennen, mit dem sie jenseits der Öffentlichkeit eine langjährige Beziehung führte. Ihre beiden Töchter unterstützten die Mutter von Anfang an im Theater, Gisela Dahlem-Christ übernahm die Geschäftsführung, ihre Schwester Bärbel Christ-Heß die Leitung des technischen Betriebs.
Liesel Christ verstarb 1996 nach einem schweren Sturz in ihrer Heimatstadt Frankfurt am Main. Sie ist auf dem dortigen Hauptfriedhof (Gewann J 296) bestattet. Der damalige hessische Ministerpräsident Hans Eichel würdigte Liesel Christ mit den Worten: „Sie hat die Kultur in Hessen maßgeblich geprägt.“ Ihr zu Ehren wurde in Frankfurt ein Teil des Anlagenrings an der Alten Oper in Liesel-Christ-Anlage umbenannt.
Nach ihrem Tod führten die beiden Töchter gemeinsam mit Wolfgang Kaus das Frankfurter Volkstheater im Sinne ihrer Mutter weiter. Zuletzt übernahm die Theater- und Fernsehregisseurin Sylvia Hoffman die künstlerische Leitung. 2011 feierte die Bühne ihr 40-jähriges Bestehen, im Mai 2013 schloss sie endgültig. Für ihr Engagement erhielten die Christ-Töchter 2013 die Ehrenplakette der Stadt Frankfurt.

## Preise und Auszeichnungen
- 1973 erhielt sie anlässlich ihres 50-jährigen Bühnenjubiläums den Ehrenring in Gold der Stadt Frankfurt,
- 1976 das Bundesverdienstkreuz 1. Klasse.
- 1978 bekam sie den ersten überhaupt vergebenen Friedrich-Stoltze-Preis in Gold des Vereins der Freunde Frankfurts,
- 1987 das Goldene Lachröschen von Klaa Paris, das die Zuggemeinschaft Klaa Paris e. V. jährlich zur Frankfurter Fassnacht nur an Frauen vergibt,
- 1987 das Ehrenzeichen des Deutschen Roten Kreuzes in Silber,
- 1988 die Ehrenplakette der Stadt Frankfurt am Main,
- 1988 den Elisabeth-Norgall-Preis des International Women’s Club of Frankfurt.
- 1990 überreichte ihr der damalige Ministerpräsident Walter Wallmann den Verdienstorden des Landes Hessen.
- 1992 erhielt sie die Frankfurter Latern der Vereinigung der Freunde und Förderer des Stoltze-Museums für ihr Engagement beim Frehliche Frankfort Telefon,
- 1993 eine Ehrung der Stadt Frankfurt am Main zum 70. Bühnenjubiläum in Form eines gravierten silbernen Tellers,
- 1994 die Goetheplakette der Stadt Frankfurt am Main,
- 1994 die Ehrenplakette der Handwerkskammer Rhein-Main.